# 9288 Santos-Sanz
A 9288 Santos-Sanz (ideiglenes jelöléssel (9288) 1981 EV46) a Naprendszer kisbolygóövében található aszteroida. Schelte J. Bus fedezte fel 1981. március 2-án.